# Loser (3 Doors Down)
Loser è un singolo del gruppo rock statunitense 3 Doors Down, pubblicato nel 2000 ed estratto dall'album The Better Life.
Il brano è stato scritto da Brad Arnold, Matt Roberts e Todd Harrell.

## Tracce
- CD (versione UK)

1. Loser (Radio edit) – 3:48
2. Loser (Album version) – 4:21